# ダウガヴァ・スタディオン
ダウガヴァ・スタディオン（Daugavas stadions）は、ラトビア・リガにある多目的スタジアム。サッカーラトビア代表とFKメッタがホームスタジアムとして使用している。

## 概要
1927年開場。2000年6月にスコント・スタディオンが完成するまではラトビアサッカーの中心地としてラトビアサッカー連盟の本部やサッカーラトビア代表の国際Aマッチが頻繁に開催されていた。
国内では2例しかないUEFAスタジアムカテゴリーで最上位にあたる星4つの評価を受けており、併設されている陸上トラックは国内でも有数の品質を誇る。
2017年10月、1980年代に老朽化が原因で取り壊されて以降再建されていなかった西スタンドの建設工事がスタートした。この工事により収容人数がそれまでの5,562人から10,461人と大きく増加した。また、スタジアムの南にはホッケーリンクが隣接している。

## ギャラリー

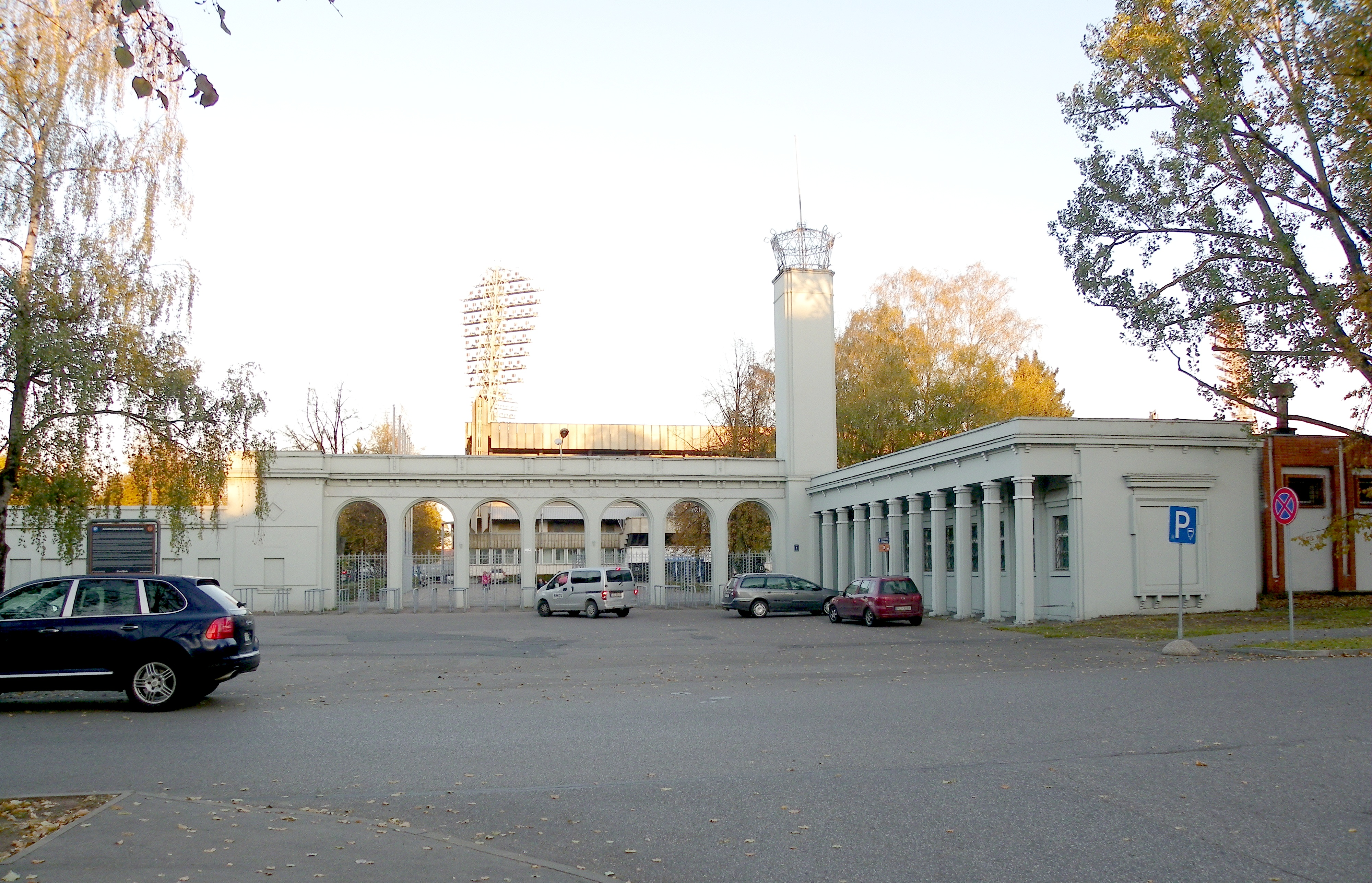
2016年の外観
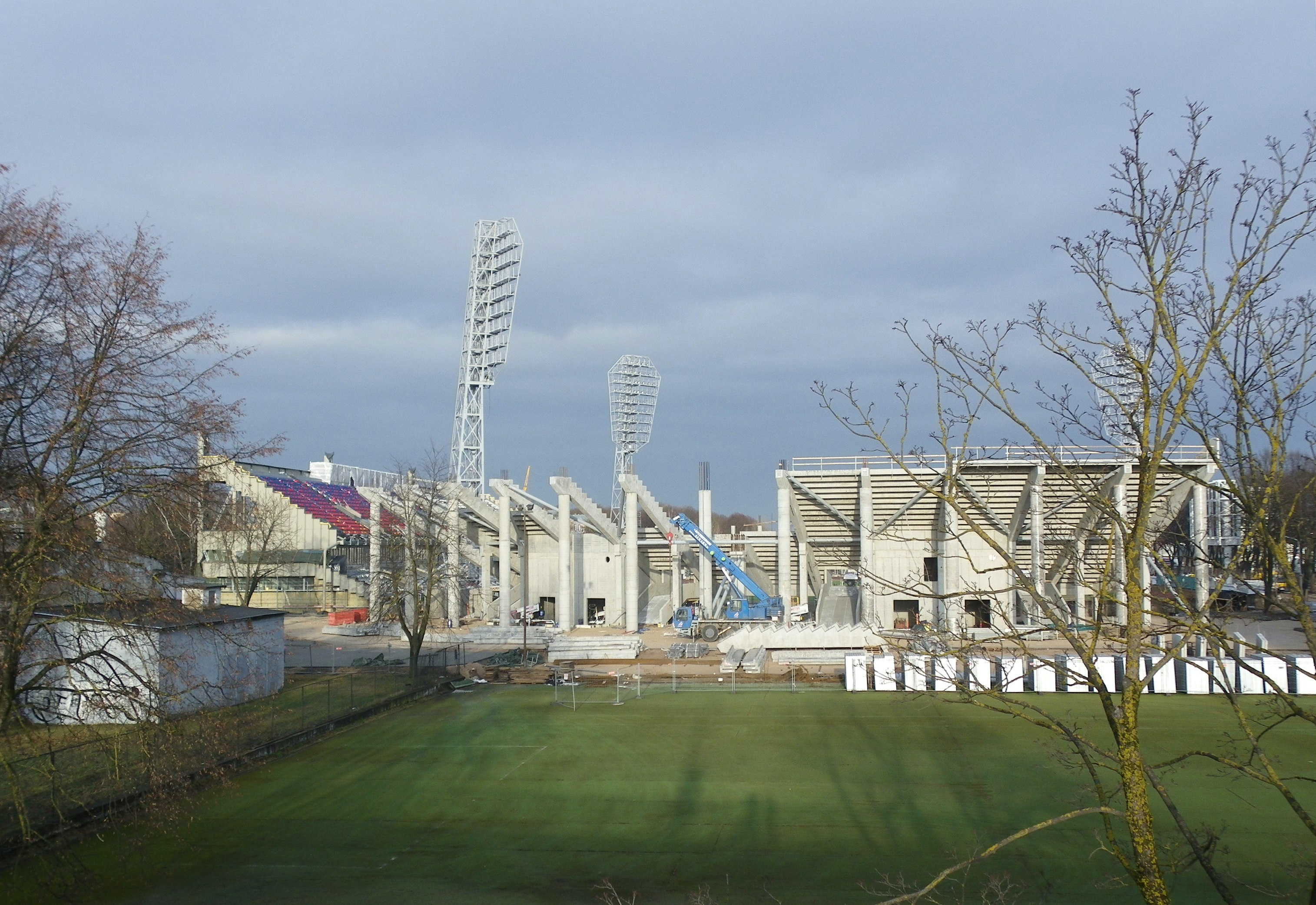
2018年の外観
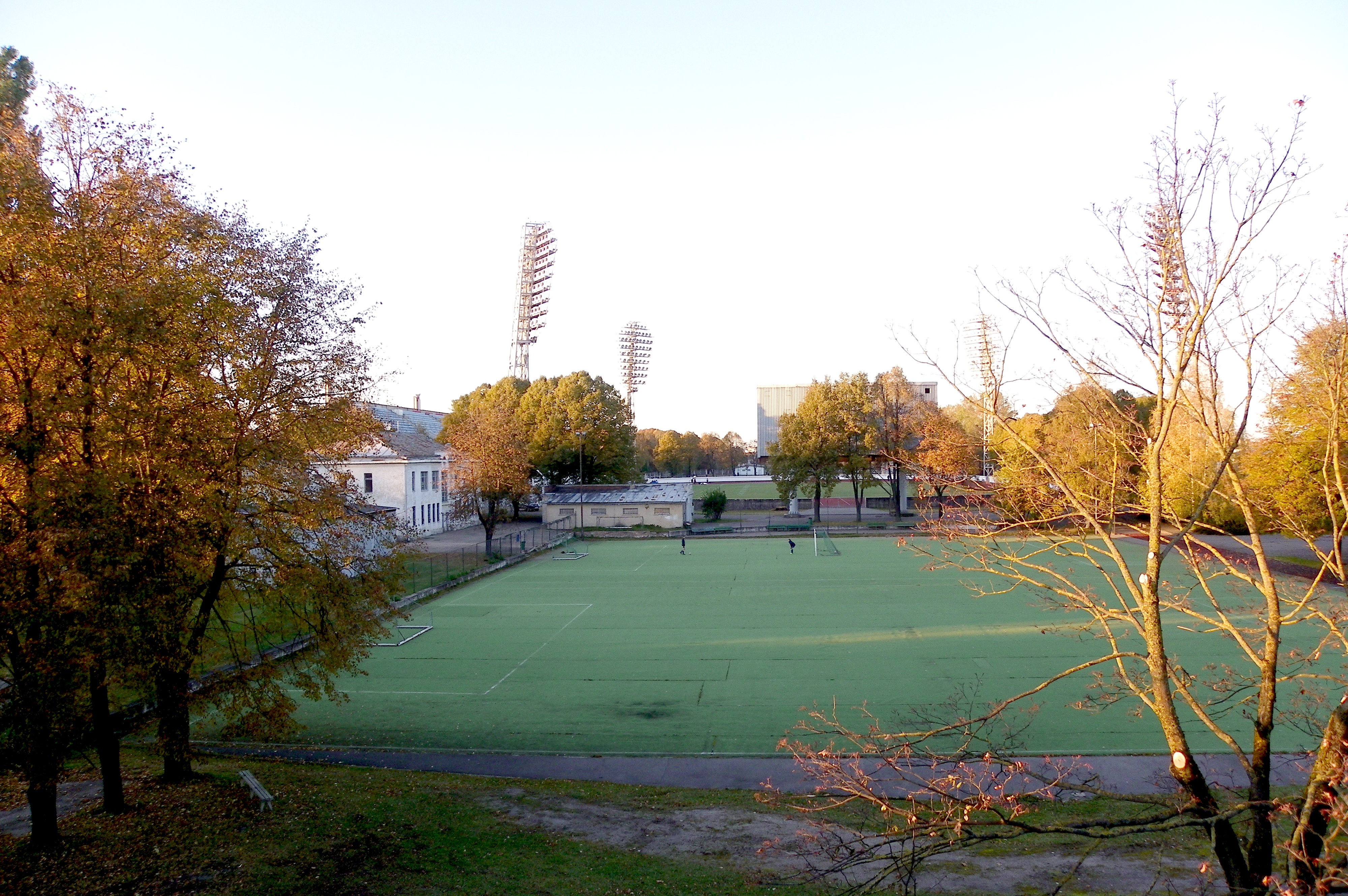
隣接しているホッケーリンク
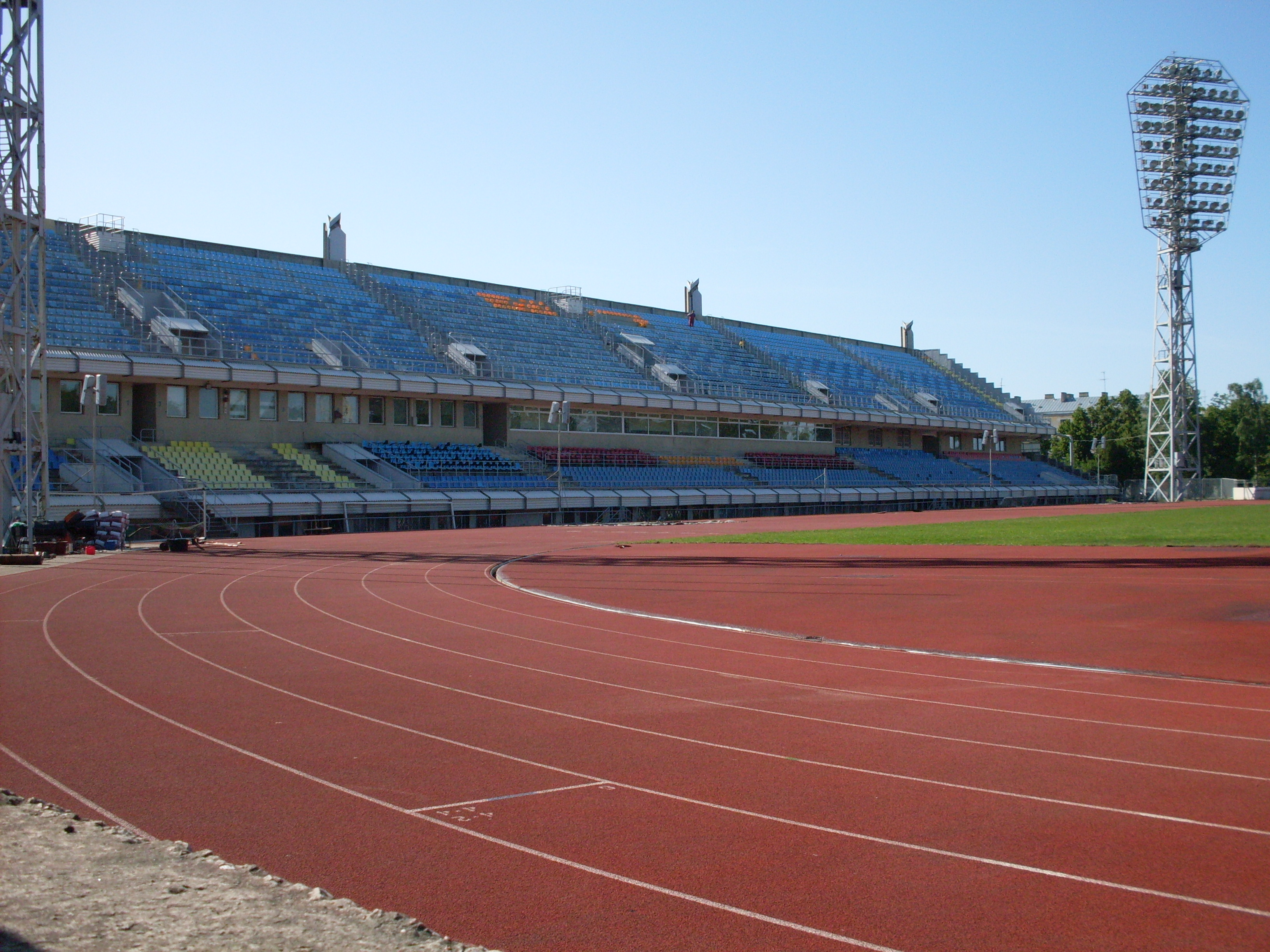
再建された西スタンド